# Оукли, Берри
Рэймонд Берри Оукли III (англ. Raymond Berry Oakley III; 4 апреля 1948 — 11 ноября 1972) — американский басист, один из основателей группы the Allman Brothers Band. Журнал Bass Player поместил его на 46-ю позицию в списке «100 величайших басистов всех времён».

## Биография
Оукли родился в Чикаго, Иллинойс, вырос в пригороде Парка Фореста, Иллинойс, потом переехал во Флориду, где встретил Дикки Беттса и присоединился к его группе, The Second Coming. Он был основателем группы The Allman Brothers Band в 1969 году наряду с гитаристами Дуэйном Оллманом и Дики Беттсом, певцом и клавишником Греггом Оллманом, барабанщиками и перкуссионистами Бутчем Траксом и Джеем Джоанни Йохансоном.
Оукли был известен своими длинными мелодичными басовыми треками, которые создавали пульсирующую основу под яростными гитарными соло и джемами Оллмана и Беттса. Когда Дуэйн Оллман погиб в аварии на мотоцикле 29 октября 1971 года, Оукли был опустошен.

## Смерть и память
11 ноября 1972 года Оукли попал в аварию на мотоцикле в Мейконе, штат Джорджия, всего в трех кварталах от того места, где Дуэйн Оллман попал в смертельную аварию на мотоцикле годом ранее. Оукли ехал по крутому правому повороту дороги на Нейпир-авеню в Инвернессе, когда пересек линию и столкнулся под углом с городским автобусом, делавшим поворот с противоположной стороны. Ударившись о переднюю, а затем и заднюю часть автобуса, Оукли, как и Оллман, был сброшен с мотоцикла и ударился головой. После аварии он сказал, что с ним все в порядке и отказался от медицинской помощи, поехав домой. Три часа спустя он был срочно доставлен в больницу, бредя и страдая от боли. Он умер от отека мозга, вызванного переломом черепа. Лечащие врачи заявили, что даже если бы Оукли отправился в больницу с места аварии, его не удалось бы спасти. На момент смерти ему было всего 24 года, как и Дуэйну Оллману.
В 1998 году Законодательное собрание штата Джорджия приняло резолюцию, определяющую мост на шоссе State Highway 19/U.S. Route 41 в Мейконе, штат Джорджия, как Мост Рэймонда Берри Оукли III. В то же время дорога, проходившая по мосту, была названа бульваром Дуэйна Оллмана. В резолюции говорилось, что имена были даны в честь и память о покойных основателях группы Allman Brothers Band.

## Семья
У Оукли остались сестра Кэндис Роуз Оукли, вдова Линда Дайан Оукли Миллер и дочь Бриттани Энн Оукли. Его сын, Берри Дуэйн Оукли (он же Берри Оукли-младший) родился в марте 1973 года.

## Дискография
The Allman Brothers Band
- The Allman Brothers Band (1969)
- Idlewild South (1970)
- At Fillmore East (1971)
- Eat a Peach (1972)
- Brothers and Sisters (1973) треки 1 & 2

## Доп. ссылки
- The Hoochie Coochie Man — John Ogden
- Georgia House of Representatives SR653, designating Duane Allman Boulevard and Raymond Berry Oakley Bridge
- Account of the fatal accident